# Camellia gracilipes
Camellia gracilipes är en tvåhjärtbladig växtart som beskrevs av Elmer Drew Merrill och Joseph Robert Sealy. Camellia gracilipes ingår i släktet Camellia och familjen Theaceae. Inga underarter finns listade i Catalogue of Life.